# Cosplay

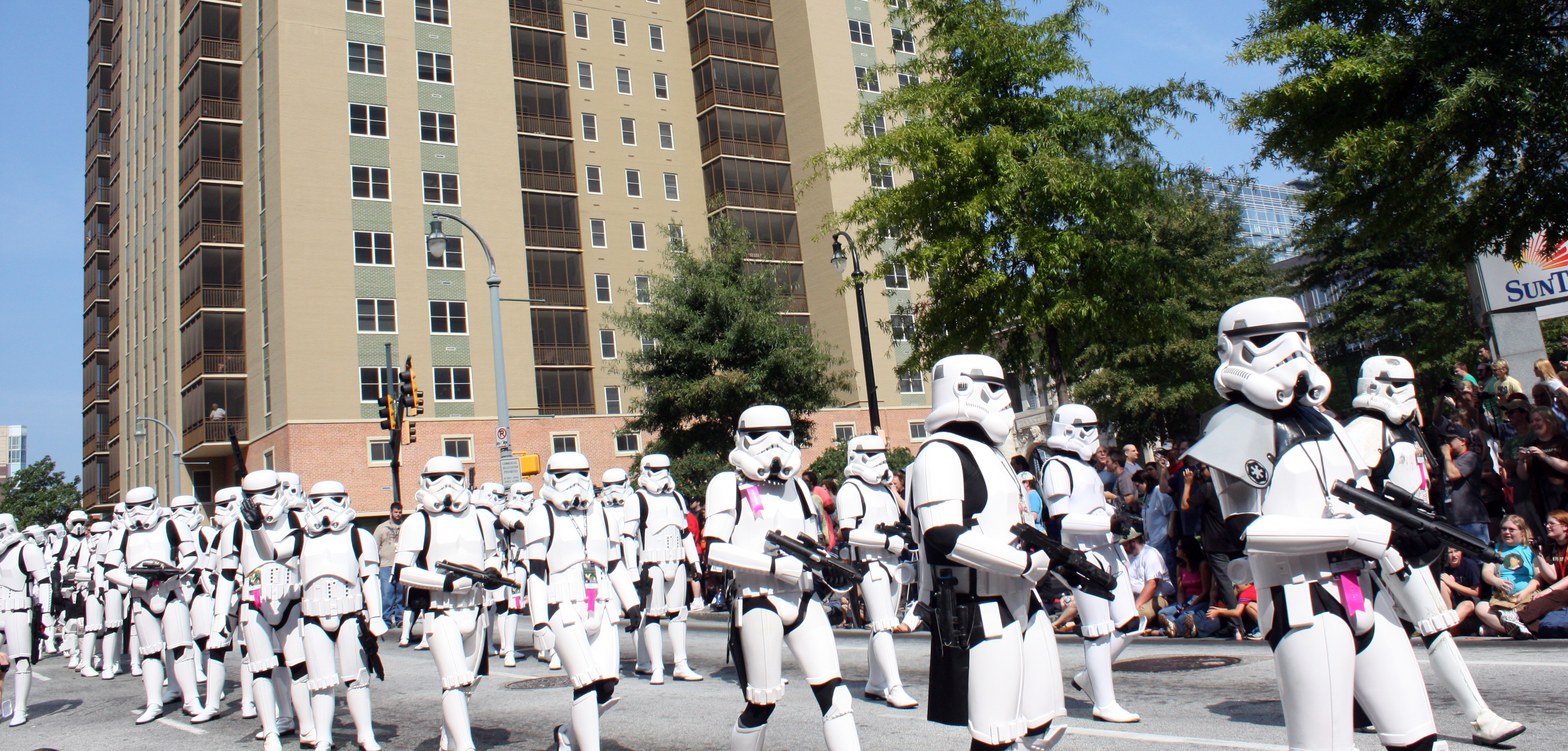
Een parade van Imperial Stormtroopers op de Dragon*Con 2008

Cosplay (Japans: コスプレ, kosupure) is een vorm van performancekunst waarbij de deelnemers gebruikmaken van kostuums en accessoires om een bepaald personage of idee uit te beelden. In de ruimere zin van het woord verwijst cosplay naar alle gekostumeerde rollenspellen buiten het podium om, ongeacht de culturele context.
Favoriete bronnen zijn onder andere manga, anime, stripverhalen, tokusatsu, stripromans, webstrips, computerspellen en films. Andere bronnen zijn onder andere artiesten van J-pop, J-rock, visual kei en fantasy bands (zoals Sound Horizon). Elke entiteit uit de echte of virtuele wereld de zich leent voor dramatische interpretatie kan gebruikt worden als onderwerp. Levenloze objecten krijgen antropomorfische vormen en het is niet ongewoon om de geslachten verwisseld te zien waarbij de vrouwen mannenrollen spelen en vice versa (crossplay). Er is ook een kleine subset binnen de cosplaycultuur rondom sexappeal waarbij de cosplayers specifiek kiezen voor personages die bekendstaan om hun aantrekkelijkheid en/of onthullende (of zelfs expliciete) kostuums.
Het internet heeft het mogelijk gemaakt voor veel cosplayers om sociale netwerken en websites op te richten die zich richten op cosplayactiviteiten, terwijl forums hen in staat stellen om verhalen, foto's, nieuws en tips te delen. De exponentiële groei van het aantal mensen die cosplay oppakken als hobby sinds 1990 heeft ervoor gezorgd dat het fenomeen invloed heeft binnen de popcultuur. Dit is voornamelijk het geval in Azië, waar cosplay invloed heeft op de straatmode en de popcultuur.

## Terminologie
Het woord is ontstaan als porte-manteau van de woorden costume (kostuum) en play (acteren). De oorsprong van het woord ligt zeer waarschijnlijk bij Nobuyuki Takahashi van Studio Hard die in juni 1983 het woord gebruikte in het tijdschrift My Anime. Het artikel heette oorspronkelijke "Costume Play", maar de term klonk niet goed in het Engels dus werd deze veranderd in "Operation Cosplay". De creatie van de term weerspiegelt een veelvoorkomende Japanse methode van afkorten waarbij de eerste twee morae van een woordenpaar worden gebruikt om een nieuw woord te vormen. costume wordt dan kosu (コス) en play wordt pure (プレ). Het woord is sinds 2008 ook opgenomen in het woordenboek.

## Geschiedenis

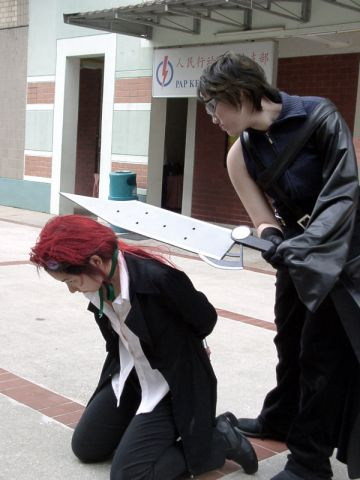
Cosplay Final Fantasy VII

Van oudsher is het in de Verenigde Staten al de gewoonte om gedurende Halloween een kostuum te dragen en sinds de tweede helft van de jaren zestig werden ook gedurende sciencefictionconventies kostuums gedragen die personages uitbeelden die in werken zoals Star Trek voorkomen. Hiermee kwam deze stijl van verkleden voor het eerst voor binnen de Verenigde Staten.
In Japan werden de sciencefictionconventies sterk beïnvloed door de WorldCon Sciencefictionconventie die voornamelijk in de Verenigde Staten gehouden werden in de jaren zestig en zeventig. In Japan werd voor het eerst gecosplayed op een conventie bij de 13de Nihon SF Taikai in 1974 in Kioto volgens de gegevens die het jaar daarop werden vrijgegeven. In 1978 werd in Ashinoko in de Kanagawa prefectuur de 17de Nihon SF Taikai gehouden. Deze sciencefictionconventie werd bijgewoond door de scifi-criticus Mari Kotani die gekleed was als een personage uit het verhaal A Fighting Man of Mars van Edgar Rice Burroughs met de afbeelding op de omslag van het boek als inspiratie. Mari Kotani was niet de enige op de Nihon SF Taikai met een cosplay. Directeur Yasuhiro Takeda van Gainax was ook aanwezig met een kostuum van een personage uit Star Wars. Gedurende datzelfde evenement wordt er door andere deelnemers van het evenement gesproken over Mari Kotani die een kostuum draagt uit de manga Triton of the Sea van Osamu Tezuka. Kotani deed niet veel moeite om dit te ontkennen, waardoor er door de massamedia geschreven wordt dat zij een Triton of the Sea-kostuum draagt. Hierdoor werd het door een misverstand de eerste op anime gebaseerde cosplay in Japan.
In 1980, op de 19de Nihon SF Taikai, werd de eerste cosplaywedstrijd gehouden. De deelnemers droegen hierbij kostuums van Superman, Astroboy, Toki o Kakeru Shōjo (The Girl Who Leapt Through Time) en de film Virus. Naast de Comiket werden er steeds vaker cosplayevenementen gehouden op dōjinshi en sciencefiction evenementen in Japan.
Animetijdschriften in Japan begonnen geleidelijk aan meer te schrijven over de cosplay-voorstellingen bij grote evenementen en over het verkopen van dojinshi. Pas in augustus 1980 kreeg het fenomeen een uitgebreide dekking in het eerste nummer van Fanroad. Deze speciale editie bevatte nieuws over de opkomst van groepen jongeren met de naam Tominoko-Zoko (トミノコ族, Tominoko stam) die rondhing in Harajuku en zich kleedde in Gundamkostuums. De werd destijds gezien als de tegenhanger van de Takenoko-zoku. De term Tominoko-zoku is ontleend aan de naam van de Gundam-animatiefilmregisseur Yoshiyuki Tomino en is een parodie op de term Takenoko-Zoku. In het artikel stonden ook foto's van cosplayers die aan het dansen waren terwijl zij een Gundamkostuum droegen. Hoewel het artikel zelf alleen ging over de Tominoko-Zokusensatie, slaagde het artikel erin om cosplay een algemeen idee te maken onder de animefans.
Voordat de massamedia het had over de term cosplay deed assistent-omroeper Minky Yasu vaak aan cosplay. Minky Yasu droeg vaak kostuums van Minky Momo tijdens het verzamelen van data voor mami no RADI-karu communication die uitgezonden werd door Radio Tokai sinds 1984. Diezelfde radioshow hield ook de eerste cosplaywedstrijd via de radio. Van 1989 tot 1995 werd op TV Asahi een cosplaywedstrijd uitgezonden waarbij kostuums die populair waren in de show Hanakin Data Land beoordeeld werden.
Rond het jaar 1985 nam de cosplay hobby een vogelvlucht in Japan toen men erachter kwam dat het gemakkelijk was om te doen. In diezelfde tijd was Captain Tsubasa ook populair en stelde het gebruik van enkel een T-shirt men in staat om zich te cosplayen als een Captain Tsubasa voetballer. Sinds 1986 begon er ook over cosplay gepraat te worden buiten de cosplaygemeenschap om. Gedurende deze tijd kwamen ook de amateurfotografen tevoorschijn (de zogenaamde kamera-kozō) die zich bezighouden met het kijken naar en fotograferen van cosplayactiviteiten.

## Cosplay in de praktijk

### Kostuums

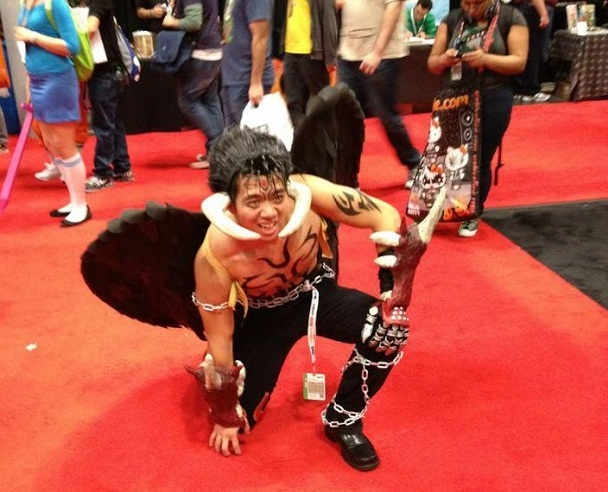
Cosplayer. New York Comic con. 2012

Cosplaykostuums lopen sterk uiteen en kunnen variëren van eenvoudige outfits tot zeer gedetailleerde "Mechakostuums". Cosplay wordt over het algemeen gezien als iets anders dan Halloween- en Carnavalkostuums aangezien het bedoeling bij cosplay is om een specifiek idee of personage uit te beelden in plaats van de cultuur en symboliek die bij het feest hoort. Als zodanig, zolang zij het kostuum dragen zullen cosplayers vaak proberen om het gedrag en lichaamstaal van het personage proberen over te nemen (met out of character pauzes tussendoor).
De meeste cosplayers creëren hun eigen kostuums, met afbeeldingen van het personage en diens kleding als inspiratie. Bij het maken van het kostuum wordt er veel tijd besteed aan detail en kwaliteit. Hierdoor kan de vaardigheid van een cosplayer worden gemeten aan de hand van de moeilijkheidsgraad van de details van het kostuum en hoe goed deze zijn nagemaakt. Vanwege de moeilijkheidsgraad van het repliceren van sommige details en materialen, onderwijzen cosplayers zichzelf vaak in het vervaardigen van specialiteiten, zoals textiel, handwerk, beeldhouwen, schminken, glasvezel, modeontwerp, hout en andere bruikbare materialen om het uiterlijk en de textuur van het kostuum zo accuraat mogelijk te repliceren. Bijna alle cosplayers dragen pruiken in combinatie met hun outfit om het personage nog accurater weer te geven. Dit is vooral nodig bij anime en manga personages omdat deze vaak een onnatuurlijke en unieke stijl van haar hebben.
Bij eenvoudigere kostuums kan het gebrek aan complexiteit gecompenseerd worden door meer aandacht te besteden aan de materiaalkeuze en de kwaliteit van het gehele kostuum. Het proces van het creëren van een kostuum kan soms erg lang en tijdrovend zijn waardoor het een zeer persoonlijke onderneming en prestatie is voor vele. Dit belastende en vaak dure proces wordt gezien als een van de dingen die cosplayers verenigd en als een deel van de cultuur van cosplay.
Cosplayers verkrijgen hun kostuums via vele verschillende methoden. Fabrikanten produceren en verkopen kostuums met variërende kwaliteit voor het gebruik bij cosplay. Deze kostuums worden vaak online verkocht maar kunnen vaak ook bij speciale winkels en op conventies gekocht worden. Er zijn ook een aantal mensen die in opdracht werken. Deze houden zich bezig met het maken van kostuums op maat, rekwisieten of pruiken ontworpen en op maat gemaakt voor het individu. Een aantal sociale netwerksites voor cosplay hebben een sectie waar dergelijke diensten worden geadverteerd Andere cosplayers, die liever hun eigen kostuums maken, bieden een markt aan voor individuele onderdelen, accessoires en diverse grondstoffen, zoals onbewerkte pruiken of uitbreidingen, haarverf, voorbewerkte doeken en naaiwerk, vloeibare latex, bodypaint, schoenen, sieraden en rekwisieten zoals wapens. De meeste cosplayers maken gebruik van een combinatie van methodes om hun kostuum samen te stellen. Ze laten het wapen bijvoorbeeld door een externe partij doen, creëren de kleding zelf, kopen een aantal accessoires bij een gespecialiseerde winkel, halen de schoenen voor het kostuum bij een normale schoenenwinkel en passen die zo aan dat deze bij het kostuum passen.
Om zo veel mogelijk op het personage te lijken doen sommige cosplayers aan verschillende vormen van lichaamsmodificatie. Contactlenzen die overeenkomen met de kleur van de ogen hun karakter is een gebruikelijke vorm hiervan, vooral bij personages die zeer unieke ogen hebben als deel van hun identiteit en handelsmerk. Contactlenzen die groter zijn dan normaal worden ook vaak gebruikt om de grote ogen van anime- of mangapersonages na te bootsen. Een andere vorm van lichaamsmodificatie die vaak gebruikt wordt is het kopiëren of van een tatoeage of markering die het personage heeft. Tijdelijke tatoeages, markeerstift, bodypaint of in zeldzame gevallen zelfs permanente tatoeages worden gebruikt door cosplayers om het gewenste uiterlijk te verkrijgen. Permanente en tijdelijke haarverf, spray-in haarkleuring, en gespecialiseerde extreme styling producten worden gebruikt door een aantal cosplayers die het haar hebben om het gewenste kapsel te bereiken.

### Doel

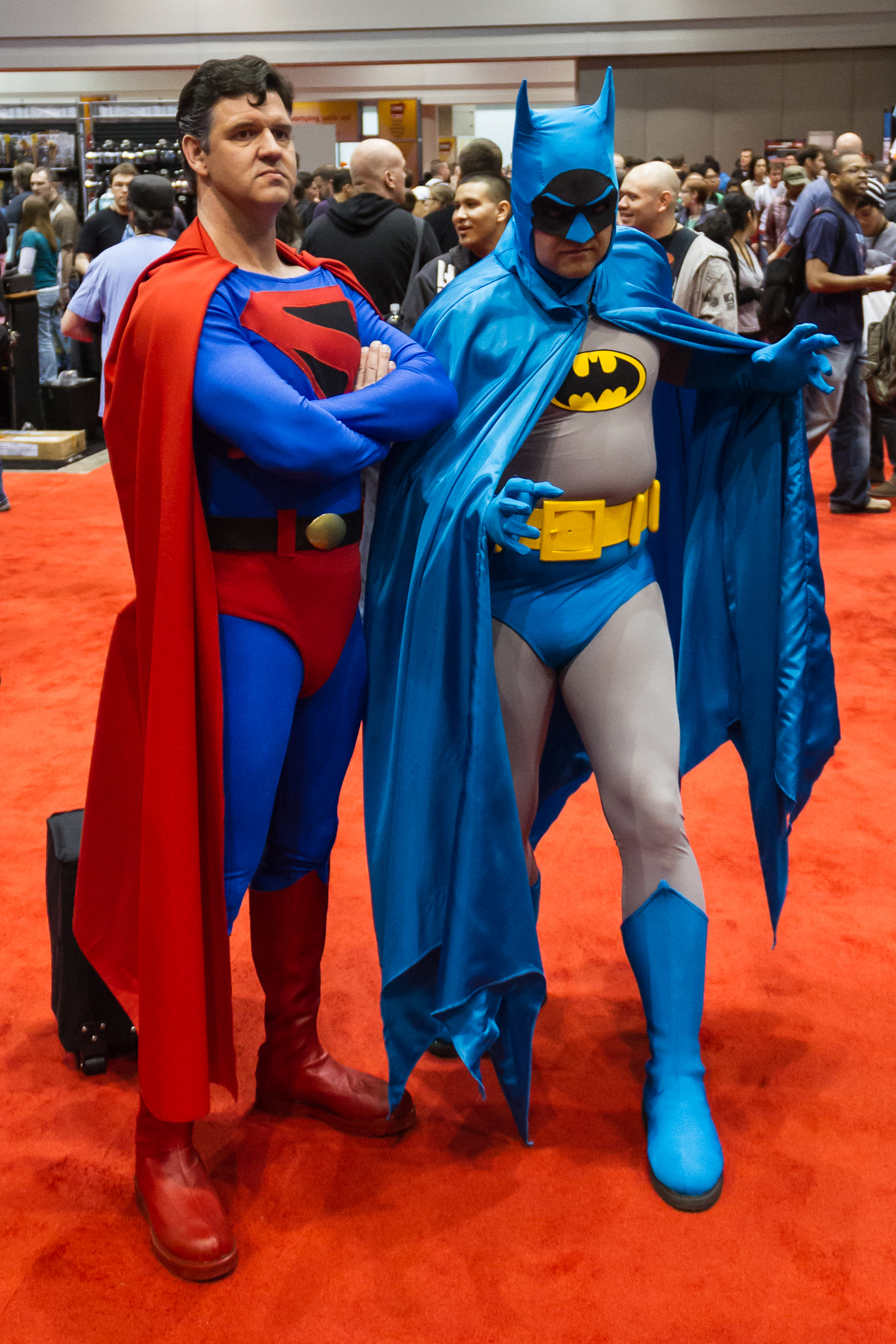
Superman en Batman cosplayers op de C2E2 2012

Het doel van de cosplays kan over het algemeen verdeeld worden in drie categorieën. De meeste cosplayers vallen in meer dan één categorie.
De eerste is de groep van mensen die bewondering uiten voor een personage of bij het gevoel vergelijkbaar te zijn met het karakter qua persoonlijkheid dat personage proberen te worden. Dit type cosplayer wordt meestal gezien als een fan en wordt vaak bestempeld als otaku. Andere kenmerken die zich kunnen voordoen zijn een groter enthousiasme en minder aandacht voor de details en kwaliteit van de cosplay. Bij zulke cosplayers is de kans veel groter dat zij de persoonlijkheid van het personage overnemen en staan bekend om het bekritiseren van andere cosplayers indien die niet een volledige kennis hebben van het personage of het niet overnemen van diens manieren en persoonlijkheid.
De tweede is de groep van mensen die genieten van de aandacht die het cosplayen van een bepaald personage met zich meebrengt. Binnen de verschillende culturen van anime en manga in het bijzonder en ook bij sciencefiction en fantasy is er een zekere mate van bekendheid verbonden aan zekere cosplayers. Zulke cosplayers worden vaak gekenmerkt door aandacht voor details in hun kleding en hun keuze van populaire personages. Ze worden ook opgemerkt door hun deelname aan cosplaywedstrijden.
De derde is de groep van mensen die plezier hebben in het creatieve proces en een gevoel van persoonlijk succes hebben bij de voltooiing. Zulke mensen hebben meestal een groter budget beschikbaar voor het project en kostuums die complexer en van betere kwaliteit zijn door een toegang tot meer materialen. Er is ook een grote kans dat zij zich laten fotograferen door professionele fotografen en cosplayfotografen die hoge kwaliteitsfoto's maken van de cosplayer en hun kostuum terwijl die poseert als het personage.

### Presentatie
Cosplay kan op verschillende manieren en plaatsen getoond worden.

#### Fotografie
Sommige cosplayers kiezen ervoor om een gefotografeerd te worden door een cosplayfotograaf die hoge kwaliteitsfoto's maakt van hen in hun kostuums, terwijl zij poseren als het personage. Dit wordt vaak gedaan op een locatie die relevant is voor het personage zoals kerken, parken, bossen, stranden of verlaten gebouwen. Zulke cosplayers tonen vaak hun werk online op hun blog of website zoals deviantArt. Ze kiezen er soms ook voor om zulke afbeeldingen te verkopen of af te drukken als posters of ansichtkaarten die zij dan verkopen of weggeven als cadeau.

#### Conventies

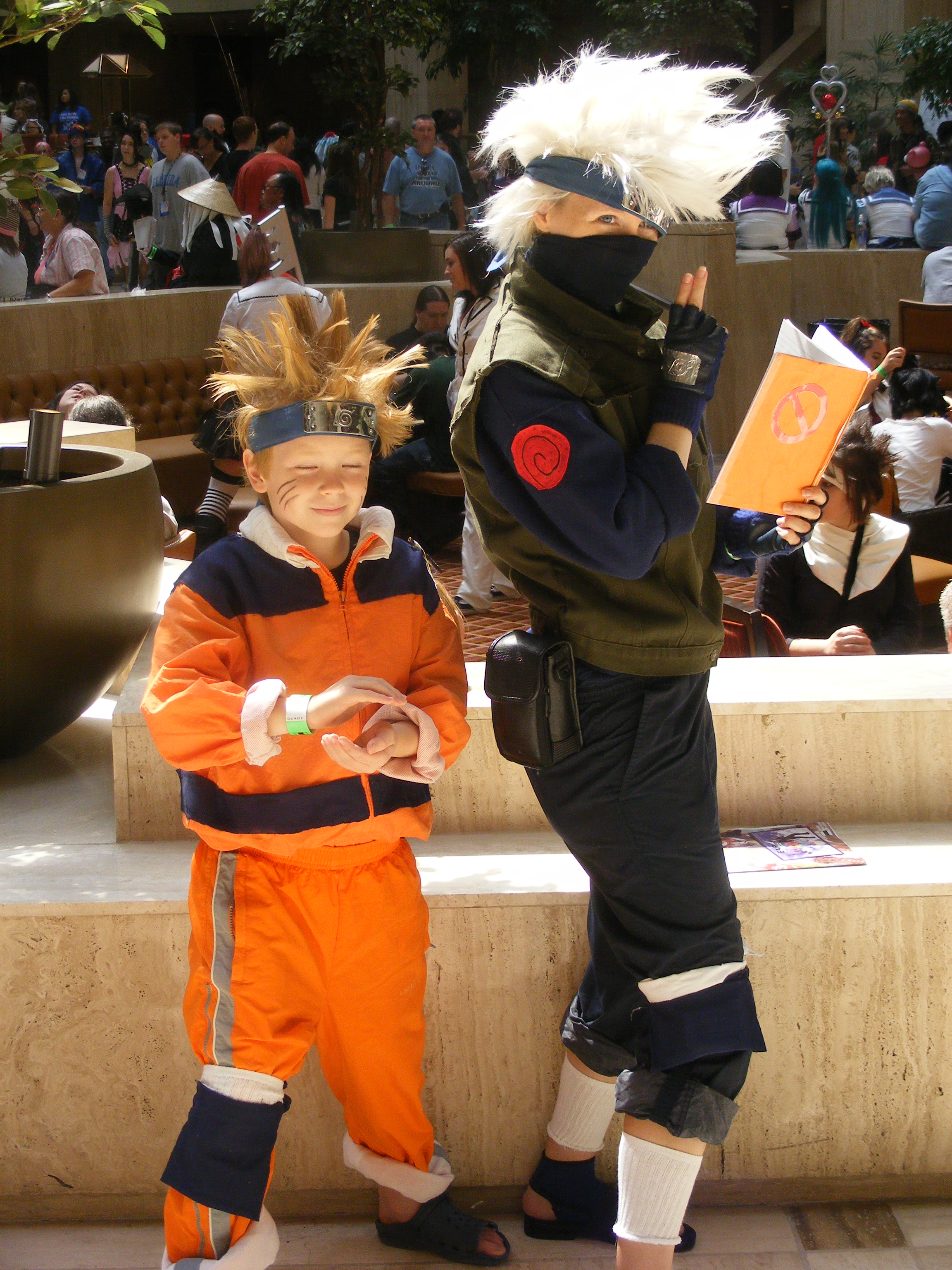
Een cosplay van Naruto en Kakashi op de AWA14

De populairste manier om een cosplay te laten zien is het dragen van de cosplay op een conventie. Conventies gewijd aan anime, manga, strips, TV shows, videospellen, sciencefiction en fantasy kunnen over de hele wereld gevonden worden. Alleen in de Verenigde Staten zijn er al bijna honderd per jaar, verspreid over het gehele land. Het grootste evenement waar cosplay getoond wordt, is de halfjaarlijkse Dojinshimarkt Comiket die gedurende de zomer en de winter gehouden wordt in Japan en bezocht wordt door honderdduizenden manga- en animefans. Duizenden cosplayers verzamelen zich op het dak van het conferentiecentrum. Het grootste evenement voor cosplayers buiten Azië is de jaarlijkse San Diego Comic-Con. Het grootste evenement in Nederland is Animecon.

#### Competities
Naarmate de populariteit van cosplay groeide begonnen vele conventies met een wedstrijd rondom cosplay, bij sommige conventies is dit zelfs het hoofdevenement. De deelnemers tonen hun cosplay en worden vaak beoordeeld door een jury. In de meeste gevallen moet de cosplay zelf gemaakt zijn om in aanmerking te komen voor prijzen. De cosplayers kunnen kiezen voor een vertoning, die kan bestaan uit een korte uitgevoerd script of een dans met optionele bijbehorende audio, video of afbeeldingen getoond op een scherm boven hun hoofd. Andere deelnemers kunnen er ook voor kiezen om simpelweg het personage te tonen. Bij sommige evenementen is het publiek toegestaan om foto's te nemen van de cosplayers. Cosplayers kunnen alleen of met een groep deelnemen. De meeste competities hebben ook prijzen die gewonnen kunnen worden, de categorieën kunnen hierbij sterk variëren per competitie. Meestal is er een prijs voor de Beste cosplay, de Beste groep en Beste solo-optreden met prijzen voor de tweede en derde plaats. Er kunnen ook prijzen worden uitgereikt voor de Beste vertoning en een aantal subcategorieën voor cosplaytechniek zoals Maker van het beste kostuum, Maker van het beste wapen, Maker van het beste harnas, enz.
De belangrijkste cosplaycompetitie is de World Cosplay Summit die een aantal cosplayers selecteert uit 23 landen, waaronder Nederland, om mee te doen in de laatste ronde die gehouden wordt in Japan.

#### Harajuku

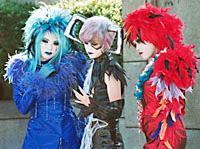
Cosplayers in Harajuku, verkleed als leden van de band Malice Mizer.

In Japan verzamelen tieners met gelijkgezinde vrienden op locaties zoals het district Harajuku in Tokio om aan cosplay te doen. Deze bijeenkomsten zijn voornamelijk op zondag. Sinds 1998 bevat het district Akihabara in Tokio een grote hoeveelheid cosplaycafés die gericht zijn op toegewijde anime-, manga- en cosplayfans. De serveersters van dergelijke cafés verkleden zich als spel-, manga- of animepersonages; Kostuums van dienstmeisjes in het bijzonder zijn zeer populair.

#### Overige evenementen
Groepen van cosplayers kiezen er soms voor om kleine bijeenkomsten te houden op locaties zoals cafés, parken, nachtclubs en pretparken. In Nederland werd tot april 2014, toen de regels rondom kleding aangescherpt werden, de Efteling vaak gebruikt als locatie. De cosplayers konden meedoen om verschillende redenen, zoals een excuus hebben om te cosplayen, werk te vergelijken, tips te delen, voor de gezelligheid of andere persoonlijke redenen.

### Geslachtsrollen
Het uitbeelden van een personage van het andere geslacht heet "Crossplay". De uitvoerbaarheid van crossplay en crossdressen komt gedeeltelijk door de overvloed van mannelijke personages in manga die gevoelige en ietwat androgyne kenmerken hebben. Zulke personages staan bekend als bishonen ("Mooie jongen") en zijn de Aziatische versie van de elfachtige jongen archetype die in het Westen wordt uitgebeeld door Peter Pan en Ariel.
De animegao, of "dollers", vertegenwoordigen een niche groep binnen cosplay. Hun aanpak maakt hen tot een subgroep van wat men in Japan kigurumi, "mascotte"-stijl rollenspelers, noemt. Animegao-cosplayers zijn meestal mannelijke cosplayers die vrouwelijke personages uitbeelden. Er zijn ook vrouwelijke animegao-cosplayers die mannelijke personages uitbeelden, vooral mannelijke personages die zich lenen voor het cosplayen op deze manier, zoals robots, buitenaardse wezens en dieren. Animegao-cosplayers dragen bodysuits en maskers die hun werkelijke lichamelijke kenmerken volledig verbergen zodat de eigenschappen van hun personage zo letterlijk mogelijk kunnen worden gereproduceerd. Hun kostuums vertonen alle abstracte en stijl eigenschappen van strips, zoals de zeer grote ogen die vaak gezien worden bij manga.

### Trends
Het verschijnen van cosplayers op manga-evenementen zorgt ervoor dat zulke evenementen een trekpleister zijn voor fotografen. Toen dit eind jaren tachtig duidelijk werd, kwam er een nieuwe vorm van cosplay tevoorschijn, waarbij cosplayers een evenement voornamelijk bezochten om te modelleren als hun personage en gefotografeerd te worden, in plaats van bezig te zijn met een continu rollenspel. Er ontstonden regels van etiquette om het aantal lastige situaties rondom de begrenzingen te minimaliseren. Cosplayers poseren voor de fotografen in aangewezen gebieden die buiten het primaire gebied liggen. Fotografen proberen niet om persoonlijke gegevens of persoonlijke sessies los te krijgen, volgen hen niet buiten het gebied en maken geen foto's van de cosplayers buiten het gebied om zonder de nadrukkelijke toestemming van de cosplayer. Dankzij deze regels is er een symbiotische relatie mogelijk tussen de fotografen en cosplayers met minimale overlast voor beide partijen.
Recente cosplayevenementen in Azië tonen een toename in de populariteit van niet Aziatische fantasy- en sciencefictionpersonages.

### Cosplaymodellen
Cosplay heeft invloed gehad op de Japanse reclame-industrie, waar cosplayers worden gebruikt voor het evenementwerk dat eerder toegewezen aan modellen van modellenbureaus. De snelgroeiende anime-industrie van Japan is de thuisbasis van vele professionele cosplayers sinds de opkomst van Comiket en de Tokyo Game Show. Een cosplaymodel, ook bekend als een cosplay-idool, cosplayen kostuums voor anime-, manga en spelfabrikanten. Goede cosplayers worden gezien als de fictieve personages in het echt, op vrijwel dezelfde manier dat filmacteurs bekend komen te staan met een specifieke rol bij het publiek. Cosplayers hebben gemodelleerd voor tijdschriften zoals  Cosmode en een succesvol cosplaymodel kan de ambassadeur worden voor bedrijven zoals Cospa. Het fenomeen is het meest zichtbaar in Japan, maar komt in zekere mate ook in andere landen voor.
Zo heeft ook de game-industrie in Amerika de cosplaywereld ontdekt en worden cosplayers ingehuurd als levende versie van een hoofdpersonage uit de game. Deze cosplayers verschijnen dan als mascotte op gamebeurzen en evenementen om het spel te promoten. Lollipop Chainsaw is hier een bekend voorbeeld van.

## Cosplay wereldwijd

### World Cosplay Summit
Jaarlijks wordt de World Cosplay Summit gehouden in de Japanse stad Nagoya. De deelnemers voor dit evenement worden gekozen door competities op conventies in verschillende landen. De deelnemers doen niet alleen mee aan de competitie maar ook aan persconferenties en modeshows.

### Nederland en België

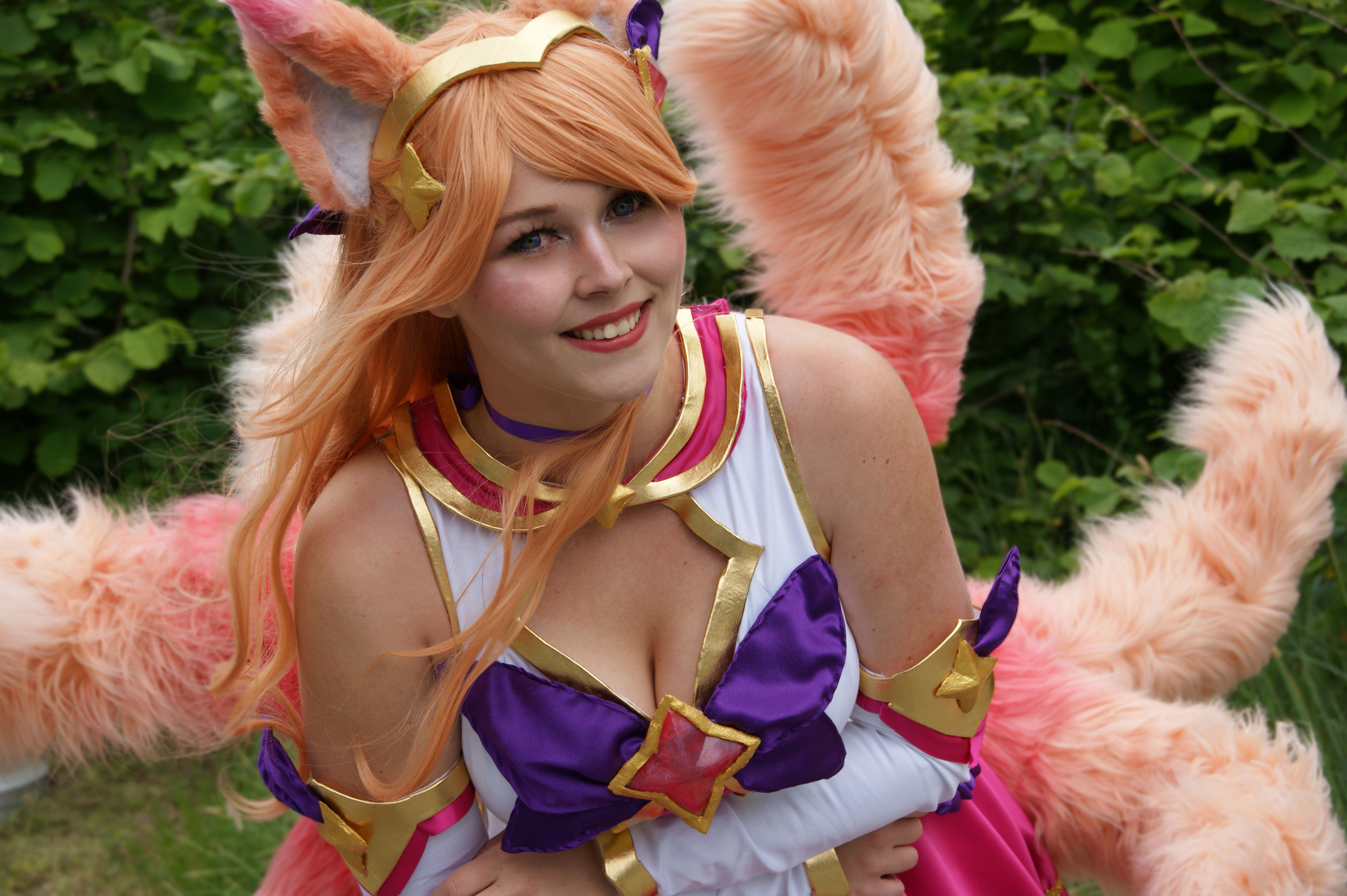
Nederlandse League of Legends-Cosplayer op AnimeCon 2018.

In Nederland en België bestaat cosplay pas enkele jaren en is het vooral op animeconventies als AnimeCon, Abunai!,Tsunacon, Mangafest, Atsusacon, Antwerp Convention, Japan Expo Belgium, M.I.A. (Made In Asia), Baggerfest, YaYCon, F.A.C.T.S., Funiversum, Nishicon, Gamepitcon, Tomocon, Comic Con en Dutch Comic Con en MGC Experience te zien. Ook op fantasyfestivals zoals Elfia, Castlefest beiden in Nederland en Elftopia in België wordt regelmatig aan cosplay gedaan.

### Finland
In Finland werd cosplay in de jaren negentig al op kleine schaal beoefend. Het aantal deelnemers en de populariteit van cosplay steeg echter exponentieel naar aanleiding van Animecon III in Jyväskylä in 2004. Het cosplayevenement was het eerste in Finland en werd na de eerste keer het populairste evenement op de conventie. Sindsdien wordt er bij bijna alle Finse anime-evenementen een cosplaywedstrijd gehouden. Vaak worden deze georganiseerd door Cosplay Finlandin.

### Zweden
In Zweden is cosplay nog redelijk onbekend. Toch groeit de bekendheid gestaagd en is er jaarlijks een grote bijeenkomst in verband met het Hanami evenement in Kungsträdgården.
Het aantal regelmatig deelnemende cosplayers in Zweden is zeer afwisselend, de meeste doen het soms voor hun plezier. Meestal zijn de kostuums gerelateerd aan de animeseries die op dat moment worden vertoond op de conventies. Het is moeilijk te zeggen welke cosplays er het populairst zijn door de grote variëteit. Verschillende personages uit de serie Sailor Moon zijn na verloop van tijd wel de klassieke cosplays geworden en komen dan ook relatief vaak voor.
Ondanks het feit dat cosplay relatief weinig wordt beoefend in Zweden zijn er cosplayers zoals Pixelninja en Kimmiko die werken als cosplayers voor grote bedrijven zoals Nintendo.

### Zuid-Korea
Binnen Zuid-Korea wordt cosplay (코스프레, koseupeule) vaak aangeduid met de verkorte vorm cos (코스, koseu). Cosplayer (코스튬 플레이어, koseutyum peulleieo) wordt vaak afgekort tot cos'er (코스어, koseueo) of cosp'er (코스퍼, koseupeo).

### Filipijnen
Sinds 2001 wordt er jaarlijks de Philippine Cosplay gehouden. Veel Filipijnse jongeren doen mee aan deze wedstrijd.

### Duitsland
In Duitsland vindt sinds 2007 de Deutsche Cosplaymeisterschaft plaats.

### Rusland
Het is niet bekend wanneer cosplay voor het eerst voorkwam binnen het grondgebied van Rusland. Volgens niet-officiële data gebeurde dit ongeveer in 2001.

### Israël
Binnen Israël wordt cosplay aangeduid als Kosflii (קוספליי).
De Cosplaygemeenschap in Israël ontwikkelde zich rond 2000 en had gedurende die tijd ongeveer 200 deelnemers op een aantal evenementen. Tegenwoordig zijn er meerdere cosplayevenementen die georganiseerd worden door AMAI (een Israëlische organisatie die zich bezighoudt met anime). Gedurende deze evenementen zijn er prijzen te winnen.
De Cosplaygemeenschap binnen Israël is sinds haar opkomst vele malen bekritiseerd door conservatieve Joodse bewegingen wegens de activiteit zelf en de thema's van de cosplay. Tussen 2006 en 26 juni 2012 was er zelfs een verbod op tovenarijgerelateerde cosplay op verschillende evenementen en feestdagen.

### Marokko
In Marokko werd er voor het eerst op terughoudende wijze gecosplayed tijdens de eerste MANGA EXPO die georganiseerd werd door de vereniging DRAGON TANGER. Cosplay binnen Marokko nam een geheel andere dimensie aan gedurende Manga Afternoon die voor het eerst werd georganiseerd op 24 januari 2010 in Casablanca. Manga Afternoon was het eerste grote evenement binnen Marokko en heeft veel betekend voor de verspreiding van anime en manga binnen Marokko.

## Ontwerpen
Cosplaykostuums kan men direct kopen in speciale winkels in Japan, maar meestal worden cosplaykostuums zelf ontworpen en gemaakt. Dit gebeurt over het algemeen op zeer professionele wijze, omdat cosplayers meestal redelijk perfectionistisch zijn en alle details van het gekozen personage goed willen aanbrengen in het kostuum. Soms duurt het jaren voordat een kostuum is voltooid, maar de resultaten zijn dan wel duidelijk zichtbaar. Dat is ook gelijk de kracht van het cosplayconcept: de uiterste best doen om een personage zo goed mogelijk neer te zetten.

## Bijeenkomsten
Het soort feesten en evenementen waar cosplayers naartoe gaan, variëren van anime-, manga- en muziekevenementen tot bijeenkomsten speciaal gericht op cosplay. Over het algemeen wordt er op zo'n feest gedanst en gepraat en laat iedereen zijn kostuums zien. De meeste mensen daar kennen elkaar en vrienden maken is ook gemakkelijk omdat men dezelfde interesses heeft. Daaruit ontstaan ook vaak diverse cosplaygroepen.

## Cosplaytijdschriften
Japan is de thuisbasis van twee zeer populaire cosplaytijdschriften, COSMODE (コスモード), Kosumōdo) en Dengeki Layers (電撃Layers). Cosmode heeft het grootste aandeel in de markt. Er bestaat ook een Engelstalige digitale versie van Cosmode. Er is ook CosplayGen, een tijdschrift dat zich richt op een breder, wereldwijd publiek en steeds populairder wordt.

## Documentaires
Otaku Unite!, een documentaire uit 2004 over de otaku-subcultuur, heeft uitgebreide verslaglegging over cosplayers.
MTV heeft een aflevering van de documentaire serie True Life, gewijd aan fandom en cosplay.
Een film met de titel Cosplayers: The Movie werd in 2009 uitgebracht door Martell Brothers Studios. Deze film verkent de anime-subcultuur in Noord-Amerika met beelden van animeconventies en interviews met fans, stemacteurss en artiesten. De film werd beschikbaar gesteld via YouTube en Crunchyroll.
De documentaire My Other Me: A Film About Cosplayers vertelt het verhaal van een jaar in het leven van drie verschillende cosplayers: een cosplayveteraan die een carrière heeft gemaakt van cosplay, een 14 jaar oude beginneling en een transseksueel die zichzelf heeft gevonden door middel van cosplay. The Electric Playground heeft een segment gewijd aan deze film.
Animania verkent het cosplayfenomeen in Noord-Amerika. De documentaire volgt vier "cosplayers" met verschillende achtergronden gedurende de tijd dat zij zich voorbereiden voor de cosplaycompetitie op Anime North, de grootste animeconventie van Canada.